# Der Liebling des Himmels

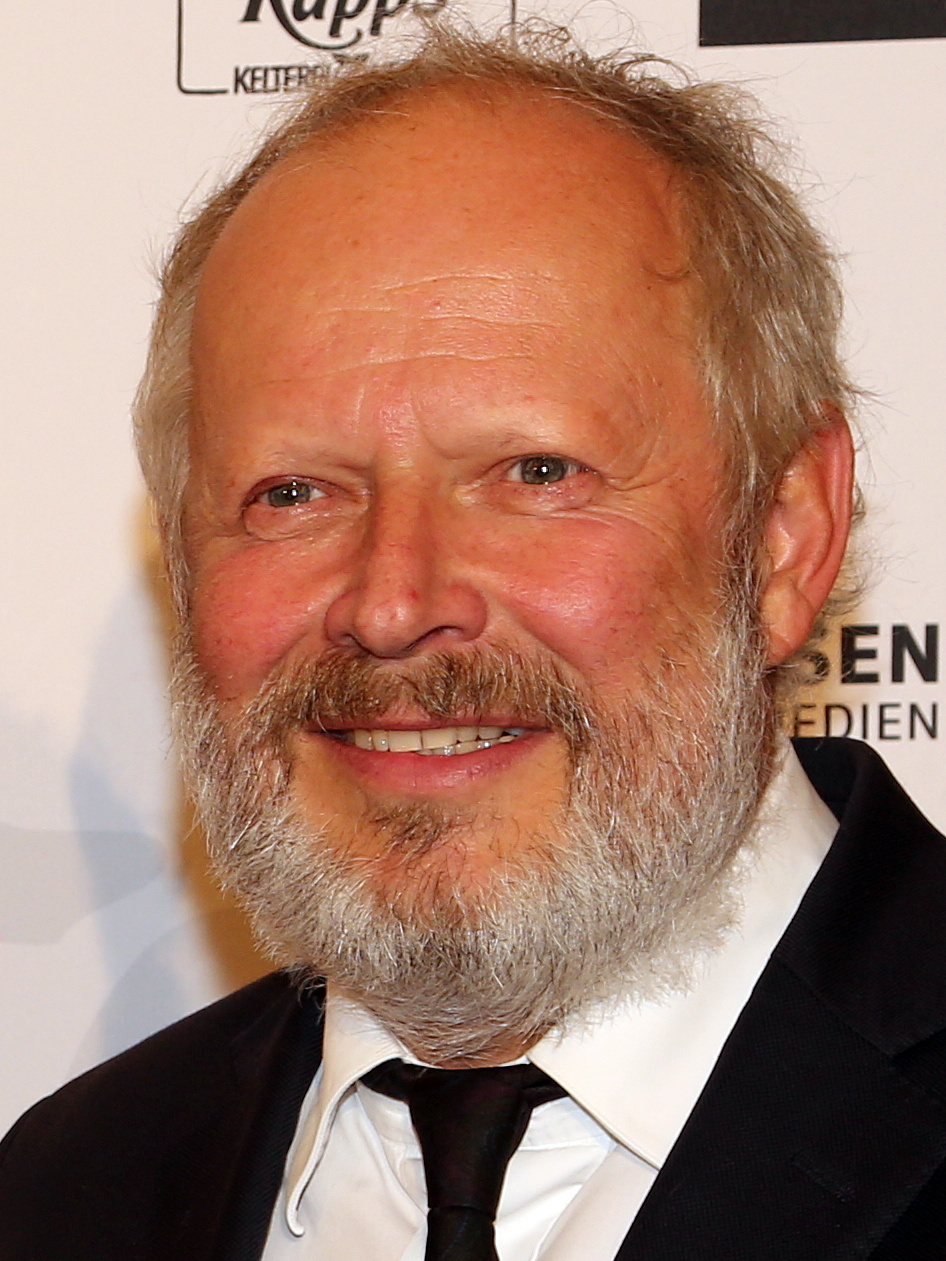
Axel Milberg spielt in der Hauptrolle den Psychotherapeuten Magnus Sorel (Foto von 2016)

Der Liebling des Himmels ist eine deutsche Filmkomödie von Dani Levy aus dem Jahr 2015. In der Hauptrolle spielt Axel Milberg einen zwanghaften Psychotherapeuten, der sich der Vermischung seiner beruflichen und privaten Probleme stellen muss. Der Film hatte seine Premiere am 9. Mai 2015 beim Filmkunstfest Mecklenburg-Vorpommern in Schwerin. Die Fernseherstausstrahlung erfolgte am 18. September 2015 im Ersten.

## Handlung
Magnus Sorel ist gut verdienender Psychotherapeut, der allerdings selbst äußerst zwanghaft ist und dem es an Empathie gegenüber seinen Patienten und Mitmenschen mangelt. In den Therapiesitzungen schenkt er seinem Tablet mitunter mehr Aufmerksamkeit als seinen Patienten. Dann werden ihm seine Tagebücher aus der Wohnung gestohlen, in die er penibel alles hineinschreibt, außerdem wird er von seiner Patientin Masha wegen sexueller Nötigung angezeigt. Er hatte tatsächlich etwas mit ihr, sodass sie entsprechende Beweismittel hätte. Doch dem nicht genug, erfährt er, dass seine Frau Angela, von der er sich vor zehn Jahren trennte, Bauchspeicheldrüsenkrebs im Endstadium hat. Zu ihrem gemeinsamen Sohn Leopold hat er kaum eine Beziehung. Sie beschließen, dass sie für ihre verbleibenden Tage in Magnus’ Wohnung gepflegt wird. Dadurch kommt es in der nächsten Zeit wieder zu konstruktiven Gesprächen zwischen Magnus und ihr.
Magnus’ Vater, ein hochangesehener Psychotherapeut und Professor, rät ihm wegen der Nötigungsanzeige, mit der Patientin zu sprechen. Dabei trifft Magnus auf deren gewalttätigen Exmann, der ihn erniedrigt. Masha sagt Magnus, sie würde die Anzeige zurückziehen, wenn Magnus mit ihr das nächste Wochenende als Liebespaar verbringen würde. Telefonisch erhält er eine Geldforderung für seine geliebten Tagebücher. Wenn er nicht zahlt, würden diese an die Presse weitergereicht. Über seinen Freund Billy engagiert Magnus zwei Schläger, die dem Tagebücherdieb eine Lektion erteilen sollen. Magnus zahlt schließlich und erhält seine Tagebücher zurück. Allerdings stellt sich heraus, dass sein Sohn mit seinem Freund hinter dem Diebstahl stecken, da sein Sohn ihm eine Lektion erteilen wollte, damit der immer beherrschte und überaus korrekte Psychiater endlich mal eine emotionale Regung zeigt. Magnus trifft beide im Krankenhaus, da sie von den Schlägern verprügelt wurden. Wenig später macht auch Magnus Bekanntschaft mit diesen und so muss er übel zugerichtet in die Ethikkommissionssitzung, wo über seinen Fall verhandelt wird. Dort offenbart er sich seinem Vater, dass dieser seine Störungen nie habe sehen wollen – was wohl in der Familie liege.
Bei Magnus’ Frau Angela gibt es unerwartet gute Ergebnisse, sie habe sensationelle Blutwerte. Magnus entscheidet sich doch, in das Hotel zu Masha zu fahren. Dort spricht er sich mit ihr aus und gesteht ihr seine Gefühle, aber auch seine Probleme, die er durch sein eigenes Störungsmuster immer damit hatte. Sie schlägt ihm vor, dass sie es ja nochmal versuchen könnten, ihr Mann habe nichts mehr dagegen. Dieser liegt nach einem Herzinfarkt tot nebenan im Schlafzimmer. Sie gesteht, dass sie ihm vielleicht die falschen Medikamente gegeben habe und von der Polizei möglicherweise verdächtigt werden würde. Magnus sagt nur „Ich glaube, die Menschen reden zu viel“ und küsst sie.

## Produktion
Der Film wurde vom 6. Mai 2014 bis zum 11. Juni 2014 in Hamburg gedreht.
Karl Dall hat zu Beginn des Films einen Gastauftritt als Magnus’ Patient. Magnus fragt ihn: „Der Zwang, witzig sein zu müssen, woher kommt der eigentlich?“

## Rezeption

### Kritiken
Das Lexikon des internationalen Films empfiehlt den Film als sehenswert. Es schreibt: „Dialog- und wendungsreiche dramatische (Fernseh-)Komödie, getragen vom politisch inkorrekten jüdischen Humor des wendungsreichen Drehbuchs sowie vom pointierten Spiel der Darsteller.“
Rainer Tittelbach kommt in seiner Besprechung des Films bei tittelbach.tv ebenfalls zu einer positiven Bewertung und vergibt insgesamt 5 von 6 möglichen Sternen. Der Film sei eine Charakterkomödie, im Mittelpunkt stehe die Läuterung der zwanghaften Hauptfigur. Man fühle sich an Woody Allens „Der Stadtneurotiker“ erinnert, allerdings sei die Hauptfigur in Dani Levys Film anders angelegt. Axel Milberg würde diesen Dr. Magnus Sorel mit all seinen Marotten und Spleens grandios spielen. Das einzig kleine Manko sei laut Tittelbach, dass zu viele Probleme auf den Protagonisten einprasseln und Themen so nicht vertieft würden. Insgesamt konstatiert der Kritiker: „Der Film ist wendungs- und temporeich, das Spiel wirkt gelegentlich fast wie improvisiert […] Ein echter Autorenfilm am Freitagabend in der ARD, Chapeau!“

### Einschaltquoten
Die deutsche Erstausstrahlung am 18. September 2015 im Ersten sahen 2,85 Millionen Zuschauer, was einem Marktanteil von 10,1 % entsprach.

### Auszeichnungen
- 2015: Festival des deutschen Films – Mario Adorf (Preis für Schauspielkunst)